# Krémer Balázs
Krémer Balázs (Budapest, 1957. – 2024. július 21.) magyar szociológus, szociálpolitikus.

## Életpályája
Az MTA Szociológiai Kutatóintézetében, Ferge Zsuzsa osztályán kezdte kutatói pályáját, ahol 1996-ig dolgozott. Több mint három évtizede oktat egyetemeken. 2004-től egyetemi docens a Debreceni Egyetemen.
A rendszerváltás után több fontos kormányzati pozíciót töltött be, minisztériumi szociálpolitikai háttérintézményeket vezetett, valamint az Országos Munkaügyi Központot irányította. Szakértői munkát végzett nemzetközi szervezetek számára (EU, EBESZ, OECD).

## Elismerései
- Erdei Ferenc-díj 1992

## Publikációi
Kisebb tudományos publikációi mellett 2009-ben átfogó szakkönyvet jelentetett meg „Bevezetés a szociálpolitikába” címmel.
Rendszeresen publikált többek között a Magyar Narancsban.
„A maffiaállam társadalomképe és társadalompolitikája” címmel tanulmányt írt a Magyar Bálint által szerkesztett, 2013 őszén megjelent Magyar polip című kötetbe.
- Munkanélküliség; szerk. Krémer Balázs; MTA Szociológiai Kutatóintézet, Bp., 1989
- Uniós politikák és Nemzeti Akciótervek a szegénység és a társadalmi kirekesztettség elleni küzdelemre; Miniszterelnöki Hivatal Kormányzati Stratégiai Elemző Központ, Bp., 2003 (Stratégiai füzetek Miniszterelnöki Hivatal Stratégiai Elemző Központ)
- Bevezetés a szociálpolitikába; Napvilág, Bp., 2009
- Mi is a kétségbeejtő abban, hogy tovább élünk? avagy Az idősödési válság és a halál egyenlőtlenségei; Napvilág, Bp., 2015
- Kisebbségpolitika. Szempontok a kisebbségek társadalmi helyzetének és a kisebbségpolitikák értelmezéséhez, magyarázatához; Debreceni Egyetemi Kiadó, Debrecen, 2022 (Szociológiai tudástár)
- A valakik társadalma. Az ember társadalmi jelentőségéről és annak hanyatlásáról; Napvilág, Bp., 2022